# XX edició dels Premis Ariel
La XX edició dels Premis Ariel, organitzada per l'Acadèmia Mexicana d'Arts i Ciències Cinematogràfiques (AMACC), es va celebrar el 29 de juny 1978 a Ciutat de Mèxic per celebrar el millor del cinema durant l'any anterior. Durant la cerimònia, l’AMACC va lliurar el premi Ariel a 17 categories en honor de les pel·lícules estrenades el 1977.

## Premis i nominacions
Nota: Els guanyadors estan llistats primer i destacats en negreta. ⭐
| Millor pel·lícula - El lugar sin límites ⭐ - Naufragio - Los pequeños privilegios                                                                                              | Millor direcció - Jaime Humberto Hermosillo – Naufragio ⭐ - Julián Pastor – Los pequeños privilegios - Arturo Ripstein – El lugar sin límites                                                |
| Millor actor - Roberto Cobo – El lugar sin límites ⭐ - Pedro Armendáriz Jr. – Los pequeños privilegios - Héctor Bonilla – Matinée                                              | Millor actriu - María Rojo – Naufragio ⭐ - María Elena Marqués – El jardín de los cerezos - Ana Ofelia Murguía – Naufragio                                                                   |
| Millor coactuació masculina - Gonzalo Vega – El lugar sin límites ⭐ - Ramón Menendez – Cananea - José Carlos Ruiz – Cascabel                                                   | Millor coactuació femenina - Lucha Villa – El lugar sin límites ⭐ - Ana Martín – El lugar sin límites - Yara Patricia – Los pequeños privilegios                                             |
| Millor argument original - Alberto Bojórquez – Lo mejor de Teresa ⭐ - Gerardo Fulgueria i Julián Pastor – Los pequeños privilegios - Jesús Salvador Treviño – Raíces de sangre | Millor guió adaptat - Jaime Humberto Hermosillo – Naufragio ⭐ - Adolfo Martínez Solares - Lo mejor de Teresa - Arturo Ripstein – El lugar sin límites                                        |
| Millor fotografia - Gabriel Figueroa – Divinas palabras ⭐ - José Ortiz Ramos – La casta divina - Jorge Stahl Jr. – Matinée                                                     | Millor edició - Reynaldo Portillo – Cascabel ⭐ - Jorge Bustos – Los pequeños privilegios - Rafael Ceballos – Naufragio                                                                       |
| Millor escenografia - Enrique Estévez – La casta divina ⭐ - Julio Alejandro – La güera Rodríguez - Enrique Estévez – Cananea                                                   | Millor banda sonora - Joaquín Gutiérrez Heras – Naufragio ⭐ - Lucía Álvarez Vázquez – Pasajeros en tránsito - Joaquín Gutiérrez Heras – La casta divina'                                     |
| Millor curtmetratge - Mario Luna – Preferencias ⭐ - Liskulla Moltke-Hoff – Iscuracha - Javier Ortiz Tirado – Alegoría de la ciega y el sordomudo                               | Millor curtmetratge documental - Beatriz Mira – Vicios en la cocina ⭐ - Antonio del Rivero – Apaciencias 1,2 y 3 - Carlos Ortiz Tejada – Nivel 550 0 comunidades mineras                     |
| Millor opera prima - Raúl Araiza – Cascabel ⭐ - Jesús Salvador Treviño – Raíces de sangre                                                                                      | Millor curtmetratge educatiu - Paul Leduc, Rafael Castanedo i Ángel Goded – Estudio para un retrato ⭐ - Eduardo Carrasco Zanini – Bonampak - Manuel Michel – Museo de la resistencia chilena |
| Premi especial - Luis Buñuel ⭐ - Eduardo Maldonado ⭐ | |